# Les Murailles de feu
Les Murailles de feu (titre original : Gates of Fire) est un roman historique paru en 1998 de l'écrivain américain Steven Pressfield. Ce roman narre l'histoire d'un survivant de la bataille des Thermopyles.